# Federação Paranaense de Ginástica
A Federação Paranaense de Ginástica é a entidade que administra e regulamenta o desporto no estado do Paraná e está ligada à Confederação Brasileira de Ginástica (sigla: CBG), sediada também no estado paranaense. A Federação atua na ginástica rítmica, artística masculina e feminina e ginástica para todos, com o programa que atende pelo mesmo nome.

## História
A ginástica paranaense, até 1974, era um departamento da Federação Desportiva Paranaense. Conforme esta foi extinta, passou para o controle da CBG. Em 1974, definiram uma diretoria, para coordenar o desporto no estado, sendo eleito então, Fernando Araya Espinoza, como o primeiro presidente da FPG. Desde então, a ginástica evolui no cenário paranaense.
Na cidade de Londrina, nasceu um projeto pioneiro de ginástica ritmica no país, coordenada pela técnica Bárbara Laffranchi, com o apoio de uma instituição de ensino superior, foi formada uma equipe de GR, essa pequena equipe de GR, começou a apresentar resultados e a sede da GR nacional, foi para Londrina, culminando no primeiro ouro em jogos pan-americano na modalidade, para o Brasil em Winnipeg 1999. revelou atletas como Dayane Camilo, a partir daí, a GR ganhou espaço em outras áreas do estado, como Toledo.
A ginástica artistica, no Brasil já apresentava um avanço no final da década de 1990. No inicio do século XXI, foram levados para Curitiba a CBG e a seleção brasileira de ginástica, que passou a ser permanente na capital do estado, o que resultou em um pólo nacional do desporto, de onde várias atletas surgiram e passaram a integrar a Seleção Brasileira de Ginástica Artística Feminina, à exemplo de Camila Comin, Ethiene Franco e Khiuani Dias.

### Clubes filiados
Respondem à Federação, 11 clubes estaduais:
| - ADR Unopar (Londrina) - AER Sadia (Toledo) - Ciagym (Maringá) - Aginarc (Curitiba) - Multisports/Agir (Curitiba) - AGRU/Unipar (Umuarama) | - Associação Toledana de Ginástica Rítmica (Toledo) - GAPI (Curitiba) - Associação Londrinense (ALGA) {Londrina} - Colégio Marista Pio XII (Ponta Grossa) - APCEF (Curitiba) |